# Talk That Talk (single)
Talk That Talk is een samenwerking van de Barbadiaanse zangeres Rihanna met rapper Jay-Z. Het is de derde single van haar gelijknamige zesde studioalbum en de opvolger van You da one. De single is op 17 januari 2012 uitgebracht als muziekdownload en geproduceerd door Stargate.

## Compositie
Talk that talk is een mid-tempo pop- en R&B-lied met een futuristische compositie, harde drums en ruige synthesizers. Critici en recensenten hebben de plaat vooral positief ontvangen. Ook het couplet door Jay-Z werd positief door hen ontvangen. Opgemerkt wordt de snelle, lollige stijl waarin hij rapt. De stijl van het nummer wordt vergeleken met die van Rihanna's eerdere single Rude Boy, eveneens geproduceerd door Stargate.

## Videoclip
Op 24 februari kwamen er foto's op het internet van Rihanna tijdens de opname van de videoclip voor de single Talk That Talk. Rihanna zal nog altijd te zien zijn met haar blonde haren in de clip. De clip werd opgenomen in Londen.
Men weet wel nog niet als rapper Jay-Z ook in de clip te zien zal zijn.
Later bleek dat het niet ging om de videoclip van Talk That Talk , maar voor een video campagne. Er wordt zelf verondersteld dat er geen videoclip komt van het nummer.

## Liveoptreden
Rihanna zong "Talk That Talk" voor het eerst live toen ze op 3 maart 2012 te gast was in de Jonathan Ross Show.

## Bijdragen
- Zang: Rihanna & Jay-Z
- Geschreven en gecomponeerd door: Ester Dean, Mikkel S. Eriksen, Tor Erik Hermansen, Shawn Carter, Anthony Best, Sean Combs, Chucky Thompson & Christopher Wallace
- Geproduceerd door: Mikkel S. Eriksen & Tor E. Hermansen (Stargate)
- Opgenomen in: Roc the Mic-studios (New York), Jungle City Studios (New York), West Lake Recordingstudios (Los Angeles), The Hide Out Studios (Londen)
- Opgenomen en afgemixt door: Mikkel S. Eriksen en Miles Walker
- Zang geproduceerd door: Kuk Harrell en Marcos Tovar
- Instrumenten bespeeld door: Mikkel S. Eriksen en Tor E. Hermansen

## Hitnotering

### Nederlandse Top 40
| Hitnotering: 11-02-2012 t/m 10-03-2012 | Hitnotering: 11-02-2012 t/m 10-03-2012 | Hitnotering: 11-02-2012 t/m 10-03-2012 | Hitnotering: 11-02-2012 t/m 10-03-2012 | Hitnotering: 11-02-2012 t/m 10-03-2012 | Hitnotering: 11-02-2012 t/m 10-03-2012 | Hitnotering: 11-02-2012 t/m 10-03-2012 |
| Week:                                  | 1                                      | 2                                      | 3                                      | 4                                      | 5                                      |                                        |
| -------------------------------------- | -------------------------------------- | -------------------------------------- | -------------------------------------- | -------------------------------------- | -------------------------------------- | -------------------------------------- |
| Positie:                               | 31                                     | 30                                     | 29                                     | 31                                     | 35                                     | uit                                    |

### NederlandseSingle Top 100
| Hitnotering: 04-02-2012 t/m 24-03-2012 | Hitnotering: 04-02-2012 t/m 24-03-2012 | Hitnotering: 04-02-2012 t/m 24-03-2012 | Hitnotering: 04-02-2012 t/m 24-03-2012 | Hitnotering: 04-02-2012 t/m 24-03-2012 | Hitnotering: 04-02-2012 t/m 24-03-2012 | Hitnotering: 04-02-2012 t/m 24-03-2012 | Hitnotering: 04-02-2012 t/m 24-03-2012 | Hitnotering: 04-02-2012 t/m 24-03-2012 | Hitnotering: 04-02-2012 t/m 24-03-2012 |
| Week:                                  | 1                                      | 2                                      | 3                                      | 4                                      | 5                                      | 6                                      | 7                                      | 8                                      |                                        |
| -------------------------------------- | -------------------------------------- | -------------------------------------- | -------------------------------------- | -------------------------------------- | -------------------------------------- | -------------------------------------- | -------------------------------------- | -------------------------------------- | -------------------------------------- |
| Positie:                               | 77                                     | 62                                     | 77                                     | 73                                     | 61                                     | 87                                     | 87                                     | 98                                     | uit                                    |